# Planter
 "Plante" omdirigeres hertil. For andre betydninger af Plante, se Plante (flertydig).
Planter (Plantae) eller planteriget er et rige, der hører under eukaryoterne. Langt de fleste planter er i stand til at udføre fotosyntese, som er en (af flere) væsentlige forudsætninger for at planterne kan være autotrofe. Herved adskiller planterne sig fra f.eks. både dyr og svampe der er heterotrofe. Planter kan desuden lagre stivelse, besidder klorofyl a og b, har plastider, der er bundet af kun to membraner, plantecellerne har cellevægge, som består af cellulose, og planterne kan formere sig med anisogameter.
For de fleste mennesker er en plante et velkendt begreb omfattende urter, buske og træer med grønne blade, stængler eller stammer, og rødder. En hel del planter afviger dog fra disse velkendte kendetegn. F.eks. kan den grønne farve (klorofyl) mangle, rødderne kan mangle og der er mange andre afvigelser. Andre velkendte begreber som blomst og frø er forbeholdt en gruppe planter kaldet frøplanter.
Alger er en bredt sammensat gruppe af organismer, hvoraf kun nogle (eller ingen) henregnes til planteriget. Svampe regnedes tidligere med til planteriget, men placeres i dag i deres eget rige. Laver er symbiotiske organismer bestående af en alge og en svamp.
Planter har stor betydning for både mennesket, dyr og for klimaet. Planterne er via fotosyntesen den primære kilde til den ilt som alle dyr (og mennesker) indånder. Desuden er planter den primære fødekilde for en stor gruppe dyr, planteæderne, men også for mennesker og en række andre "altædende" er planter en afgørende vigtig fødekilde. Træer spiller en stor rolle som kilde til brændsel og tømmer. Og for mennesket spiller planter også en stor rolle indenfor medicin og symbolik.
Denne artikel omhandler primært botaniske emner.

## Forskellige definitioner på planter
Når man bruger navnet plante om en bestemt gruppe af organismer, vil man som regel referere til én af fem opfattelser af, hvad ”planter” er. Fra den mindst til det mest inklusive er disse fem grupperinger:
| Navn(e)                                                                                      | Omfang                     | Beskrivelse |
| -------------------------------------------------------------------------------------------- | -------------------------- | --- |
| Embryophyta, også kendt som landplanter eller stængelplanter                                 | Plantae sensu strictissimo | Planter i strengeste forstand omfatter levermosser, hornblade, mosser og karplanter såvel som fossile planter, der ligner disse overlevende grupper (f.eks. Metaphyta Metaphyta Whittaker, 1969, Plantae Margulis, 1971). |
| Streptophyta                                                                                 | Plantae sensu strictissimo | Planter i streng forstand omfatter landplanter (Embryophyta) som nævnt ovenfor sammen med deres tidligste slægtninge blandt grønalgerne, som også havde tilpasset sig livet på land (Charofytter: alle grønalger med undtagelse af Chlorophyta og de mere basale Prasinodermophyta). |
| Grønne planter, også kendt som Viridiplantae, Viridiphyta, Chlorobionta eller Chloroplastida | Plantae sensu stricto      | Planter i snæver forstand omfatter alle grønalger (Chlorophyta) og landplanter (Embryophyta). Slægtskabet mellem plantegrupper er stadig under udarbejdelse, og navnene på dem varierer betydeligt. Viridiplantae omfatter en gruppe af organismer, der har cellulose i deres cellevægge, besidder klorofyl a og b og har plastider, der er bundet af kun to membraner, og som er i stand til at fotosyntese og lagre stivelse. Denne gruppe (klade) er hovedemnet i denne artikel (f.eks. Plantae Copeland, 1956). |
| Archaeplastida, også kendt som Plastida eller Primoplantae                                   | Plantae sensu lato         | Planter i bred forstand omfatter de grønne planter, der er nævnt ovenfor, plus rødalgerne (Rhodophyta) og glaucophyt-algerne (Glaucophyta), der kendestegnes ved at opbevare floridéstivelse uden for plastiderne i cytoplasmaet. Denne klade omfatter alle de organismer, der for over en milliard år siden erhvervede deres kloroplaster direkte ved at opsluge cyanobakterier (f.eks. Plantae Cavalier-Smith, 1981).                                                                                             |
| Gamle definitioner af planter (forældet)                                                     | Plantae sensu amplo        | Planter i bredeste forstand henviser til ældre, forældede klassifikationer, der placerede forskellige alger, svampe eller bakterier i Plantae (f.eks. Plantae eller Vegetabilia Linnaeus, Plantae Haeckel 1866, Metaphyta Haeckel, 1894, Plantae Whittaker, 1969). |

Udenfor de formelle, videnskabelige tekster, betyder udtrykket "plante" en livsform med bestemte træk, så som flercellethed, cellulose og fotosyntese. Mange af uenighederne over klassificering drejer sig om organismer, som sjældent ses, og som har forsvindende lille, økonomisk betydning, men som er afgørende, når man skal opbygge en forståelse af den moderne floras udvikling.
Planteriget opdeles i mange undergrupper:
|               |                           |                           |                           |                           |                           |                           |                           |                           |                           |                           |                |                |                                    |                                    |                                    |                                    |                                    |                                    |                                    |                                    |                                    |                                    |                |                |                                                              |                                                              |                                                              |                                                              |                                                              |                                                              |                                                              |                                                              |                                                              |                                                              |                |                |                                                                       |                                                                       |                                                                       |                                                                       |                                                                       |                                                                       |                                                                       |                                                                       |                                                                       |                                                                       |                |  |
| Rige:         |                           | Grønne planter            | Grønne planter            | Grønne planter            | Grønne planter            | Grønne planter            | Grønne planter            | Grønne planter            | Grønne planter            | Grønne planter            | Grønne planter | Grønne planter | Grønne planter                     | Grønne planter                     | Grønne planter                     | Grønne planter                     | Grønne planter                     | Grønne planter                     | Grønne planter                     | Grønne planter                     | Grønne planter                     | Grønne planter                     | Grønne planter | Grønne planter | Grønne planter                                               | Grønne planter                                               | Grønne planter                                               | Grønne planter                                               | Grønne planter                                               | Grønne planter                                               | Grønne planter                                               | Grønne planter                                               | Grønne planter                                               | Grønne planter                                               | Grønne planter | Grønne planter | Grønne planter                                                        | Grønne planter                                                        | Grønne planter                                                        | Grønne planter                                                        | Grønne planter                                                        | Grønne planter                                                        | Grønne planter                                                        | Grønne planter                                                        | Grønne planter                                                        | Grønne planter                                                        | Grønne planter |  |
|               |                           |                           |                           |                           |                           |                           |                           |                           |                           |                           |                |                |                                    |                                    |                                    |                                    |                                    |                                    |                                    |                                    |                                    |                                    |                |                |                                                              |                                                              |                                                              |                                                              |                                                              |                                                              |                                                              |                                                              |                                                              |                                                              |                |                |                                                                       |                                                                       |                                                                       |                                                                       |                                                                       |                                                                       |                                                                       |                                                                       |                                                                       |                                                                       |                |  |
| Underrige:    | Stængelplanter            | Stængelplanter            | Stængelplanter            | Stængelplanter            | Stængelplanter            | Stængelplanter            | Stængelplanter            | Stængelplanter            | Stængelplanter            | Stængelplanter            | Stængelplanter | Stængelplanter | Stængelplanter                     | Stængelplanter                     | Stængelplanter                     | Stængelplanter                     | Stængelplanter                     | Stængelplanter                     | Stængelplanter                     | Stængelplanter                     | Stængelplanter                     | Stængelplanter                     | Stængelplanter | Stængelplanter | Stængelplanter                                               | Stængelplanter                                               | Stængelplanter                                               | Stængelplanter                                               | Stængelplanter                                               | Stængelplanter                                               | Stængelplanter                                               | Stængelplanter                                               | Stængelplanter                                               | Stængelplanter                                               |                |                |                                                                       |                                                                       |                                                                       |                                                                       |                                                                       |                                                                       |                                                                       |                                                                       |                                                                       |                                                                       |                |  |
|               |                           |                           |                           |                           |                           |                           |                           |                           |                           |                           |                |                |                                    |                                    |                                    |                                    |                                    |                                    |                                    |                                    |                                    |                                    |                |                |                                                              |                                                              |                                                              |                                                              |                                                              |                                                              |                                                              |                                                              |                                                              |                                                              |                |                |                                                                       |                                                                       |                                                                       |                                                                       |                                                                       |                                                                       |                                                                       |                                                                       |                                                                       |                                                                       |                |  |
|               |                           |                           |                           |                           |                           |                           |                           |                           |                           |                           |                | Karplanter     |                                    |                                    |                                    |                                    |                                    |                                    |                                    |                                    |                                    |                                    |                |                |                                                              |                                                              |                                                              |                                                              |                                                              |                                                              |                                                              |                                                              |                                                              |                                                              |                |                |                                                                       |                                                                       |                                                                       |                                                                       |                                                                       |                                                                       |                                                                       |                                                                       |                                                                       |                                                                       |                |  |
|               |                           |                           |                           |                           |                           |                           |                           |                           |                           |                           |                |                |                                    |                                    |                                    |                                    |                                    |                                    |                                    |                                    |                                    |                                    |                |                |                                                              |                                                              |                                                              |                                                              |                                                              |                                                              |                                                              |                                                              |                                                              |                                                              |                |                |                                                                       |                                                                       |                                                                       |                                                                       |                                                                       |                                                                       |                                                                       |                                                                       |                                                                       |                                                                       |                |  |
| Overdivision: | Frøplanter                | Frøplanter                | Frøplanter                | Frøplanter                | Frøplanter                | Frøplanter                | Frøplanter                | Frøplanter                | Frøplanter                | Frøplanter                |                |                |                                    |                                    |                                    |                                    |                                    |                                    |                                    |                                    |                                    |                                    |                |                |                                                              |                                                              |                                                              |                                                              |                                                              |                                                              |                                                              |                                                              |                                                              |                                                              |                |                |                                                                       |                                                                       |                                                                       |                                                                       |                                                                       |                                                                       |                                                                       |                                                                       |                                                                       |                                                                       |                |  |
|               |                           |                           |                           |                           |                           |                           |                           |                           |                           |                           |                |                |                                    |                                    |                                    |                                    |                                    |                                    |                                    |                                    |                                    |                                    |                |                |                                                              |                                                              |                                                              |                                                              |                                                              |                                                              |                                                              |                                                              |                                                              |                                                              |                |                |                                                                       |                                                                       |                                                                       |                                                                       |                                                                       |                                                                       |                                                                       |                                                                       |                                                                       |                                                                       |                |  |
| Division:     | - Grønalger - Charofytter | - Grønalger - Charofytter | - Grønalger - Charofytter | - Grønalger - Charofytter | - Grønalger - Charofytter | - Grønalger - Charofytter | - Grønalger - Charofytter | - Grønalger - Charofytter | - Grønalger - Charofytter | - Grønalger - Charofytter |                |                | - Hornblade - Levermosser - Mosser | - Hornblade - Levermosser - Mosser | - Hornblade - Levermosser - Mosser | - Hornblade - Levermosser - Mosser | - Hornblade - Levermosser - Mosser | - Hornblade - Levermosser - Mosser | - Hornblade - Levermosser - Mosser | - Hornblade - Levermosser - Mosser | - Hornblade - Levermosser - Mosser | - Hornblade - Levermosser - Mosser |                |                | - Bregner - Padderokplanter - Ulvefodsplanter - Psilotopsida | - Bregner - Padderokplanter - Ulvefodsplanter - Psilotopsida | - Bregner - Padderokplanter - Ulvefodsplanter - Psilotopsida | - Bregner - Padderokplanter - Ulvefodsplanter - Psilotopsida | - Bregner - Padderokplanter - Ulvefodsplanter - Psilotopsida | - Bregner - Padderokplanter - Ulvefodsplanter - Psilotopsida | - Bregner - Padderokplanter - Ulvefodsplanter - Psilotopsida | - Bregner - Padderokplanter - Ulvefodsplanter - Psilotopsida | - Bregner - Padderokplanter - Ulvefodsplanter - Psilotopsida | - Bregner - Padderokplanter - Ulvefodsplanter - Psilotopsida |                |                | - Dækfrøede planter - Gnetophyta - Koglepalme - Nåletræer - Tempeltræ | - Dækfrøede planter - Gnetophyta - Koglepalme - Nåletræer - Tempeltræ | - Dækfrøede planter - Gnetophyta - Koglepalme - Nåletræer - Tempeltræ | - Dækfrøede planter - Gnetophyta - Koglepalme - Nåletræer - Tempeltræ | - Dækfrøede planter - Gnetophyta - Koglepalme - Nåletræer - Tempeltræ | - Dækfrøede planter - Gnetophyta - Koglepalme - Nåletræer - Tempeltræ | - Dækfrøede planter - Gnetophyta - Koglepalme - Nåletræer - Tempeltræ | - Dækfrøede planter - Gnetophyta - Koglepalme - Nåletræer - Tempeltræ | - Dækfrøede planter - Gnetophyta - Koglepalme - Nåletræer - Tempeltræ | - Dækfrøede planter - Gnetophyta - Koglepalme - Nåletræer - Tempeltræ |                |  |
|               |                           |                           |                           |                           |                           |                           |                           |                           |                           |                           |                |                |                                    |                                    |                                    |                                    |                                    |                                    |                                    |                                    |                                    |                                    |                |                |                                                              |                                                              |                                                              |                                                              |                                                              |                                                              |                                                              |                                                              |                                                              |                                                              |                |                |                                                                       |                                                                       |                                                                       |                                                                       |                                                                       |                                                                       |                                                                       |                                                                       |                                                                       |                                                                       |                |  |

## Planternes opbygning
De fleste grønalger er encellede og har ingen organer. En frøplante er opbygget af tre grundorganer: Rod, stængel og blade. Bladene kan udviklingsmæssigt betragtes som sammenvoksede skudsystemer, hvor bladribberne er rester af de oprindelige skudakser.
De fleste (men langt fra alle) planter består af nogle velkendte grundelementer, der dog kan antage meget forskellig form og størrelse
- Rod: Sørger for forankring i jorden, samt optagelse af vand og næringsstoffer fra jorden. Egentlige rødder er dog fraværende hos mosser (inkl. levermosser og hornblade), samt hos den primitive karplante Psilotum.
- Stængel eller stammer: Forbinder roden med grene og blade – fraværende hos f.eks. levermosser
- Blade: Det primære organ for fotosyntesen. Hos de mest primitive planter, f.eks. levermosser, er der ikke adskilt stængel og blade – de er blot samlet i et organ kaldet thallus. Men også hos højere planter kan blade været helt eller delvist fraværende.
- Blomster findes hos de dækfrøede, mens alle frøplanter sætter frø
- De planter der ikke er frøplanter formerer sig ved sporer

## Planternes formering
Planter kan formere sig på to grundlæggende forskellige måder – kønnet og ukønnet.
Ukønnet formering kaldes også Vegetativ formering. I dette tilfælde er afkommet en klon af moderplanten – altså genetisk identisk med moderplanten. Ved nogen former for vegetativ formering brydes forbindelsen mellem moderplanten og afkommet hurtigt, f.eks. ved yngleknopper, aflæggere af løg og udløbere. Vegetativ formering kan også ske ved f.eks. jordstængel, hvor forbindelsen mellem moderplanten og afkommet afbrydes tilfældigt. Stiklinger og deling er to (af mange) vigtige metoder til vegetativ formering, der bruges i gartnerier og havebrug.
Kønnet formering sker enten ved frø eller sporer. Frø forekommer kun hos Frøplanter, mens sporer forekommer hos Karsporeplanter og Mosser. Hos frøplanter og karsporeplanter dannes frøet eller sporen af den såkaldte sporofyt, der har to sæt kromosomer – det vi normalt opfatter som "planten". Hos mosserne derimod dannes sporerne af gametofytten der kun har ét sæt kromosmer – det vi normalt opfatter som "mosset".
Frø dannes efter at bestøvning har fundet sted. Det er bestøvningen, der sikrer, at der indgår kromosomer fra både en han- og en hun-plante. Når frøet er modent, forlader det moderplanten og lander på jorden, evt. efter at være flyttet af et dyr eller af vinden. Her spirer frøet efter nogen tid og bliver til en ny plante.
Sporer dannes årligt og frigives ved modenhed. Herefter spredes de til omgivelserne, og når betingelserne er passende udvikler sporen sig til en ny organisme ved mitosisk celledeling. Herved dannes en flercellet gametofyt, som efter nogen tid begynder at producere gameter.
En hanlig og en hunlig gamet smelter sammen og danner en zygote, der udvikler sig til en ny sporofyt.
Udover forskellen i cyklussen er den store forskel, at et frø medbringer sin egen "madpakke" i form af frøhviden. Nye spirer har derfor alt andet lige større chance for at overleve, hvis forholdene ikke er helt optimale.

## Planternes anvendelse
Henvisning til andre artikler der vedrører planternes anvendelse og betydning i øvrigt
- Fødevarer: Jordbrug, Krydderurter, Frugt, Grøntsager
- Træer: Skov, Skovbrug, Tømmer
- Lægeplanter
- Have
- Planteæder
- Fotosyntese
- Økologi, Planteøkologi

## Adgang til planterigets grupper via billeder
- Rødalger
- Grønalger
- Kransnålalger
- Levermosser
- Hornblade
- Mosser
- Ulvefodsplanter
- Padderokplanter
- Psilophyta
- Bregner
- Gnetophyta
- Koglepalmer
- Tempeltræer
- Nåletræer
- Énkimbladede planter
- Tokimbladede planter